# Quiberville
Quiberville là một xã thuộc tỉnh Seine-Maritime trong vùng Normandie miền bắc nước Pháp.

### Huy hiệu
| Arms of Quiberville | The arms of Quiberville are blazoned: Azure, 3 (weavers) shuttles Or, and in chief on an inescutcheon gules, 2 leopards Or, armed and langued azure. |

## Dân số
| 1962                                 | 1968 | 1975 | 1982 | 1990 | 1999 | 2006 |
| ------------------------------------ | ---- | ---- | ---- | ---- | ---- | ---- |
| 319                                  | 362  | 399  | 427  | 429  | 467  | 516  |
| Từ năm 1962: Dân số không tính trùng |      |      |      |      |      |      |